# Batalla de Abra de la Cruz
La Batalla de Abra de la Cruz o Combate de Cochinoca tuvo lugar el 3 de diciembre de 1874, en la región de Puna, Provincia de Jujuy (Argentina). Fue la primera de dos batallas que las que se enfrentaron indígenas de las altas tierras jujeñas y tropas estatales, a causa de la tenencia de la tierra.

## Antecedentes
En 1873, Anastasio Inca, cacique indígena, se queja ante el gobernador Teófilo Sánchez de Bustamante de los injustos arrendamientos pagados por su gente a Fernando María Campero Barragán y otros terratenientes.
Este último decide actuar en favor de los indígenas y cuando llega a Puna es tomado prisionero en Volcán y destituido por José María Álvarez Prado.

## La Batalla
Álvarez Prado, quién actúa en favor de los derechos de los terratenientes, a fines de noviembre marchó al frente de un escuadrón de aproximadamente 300 hombres hacia el territorio de los kollas, donde le espera en Cochinoca, Abra de la Cruz, un ejército de aborígenes para hacerles frente, organizado por el militar de la Guardia Nacional Laureano Saravia.
Los aborígenes puneños de los departamentos de Yavi, Santa Catalina, Rinconada y Cochinoca estaban encabezados por Anastasio Inca, Federico Zurita, Benjamín Gonza y José María Maidana. Constituían un ejército de 1.200 hombres que triunfaron en la batalla.
A pesar de haber capturado los indígenas a Álvarez Prado, no se le ejecutó.

## Consecuencias
Tras replegarse al sur, Álvarez Prado solicitó refuerzos al gobierno nacional quien cursó órdenes al gobierno de la provincia de Salta para que enviara tropas. Salta envió un batallón de guardias nacionales al mando del ministro de gobierno Segundo Linares. Las tropas de Álvarez Prado sumaban ahora 700 hombres concentrados en Quera, cercana a la actual Cochinoca, y 300 de reserva en Puesto del Marqués. 
Mientras, la población originaria trasladaba su base de operaciones a una serranía denominada Abra de Quera. Contaban con 800 combatientes, que sólo disponían de trescientas armas de fuego. 
Fracasados los intentos de negociar, el 4 de enero de 1875 en la batalla de Quera Álvarez Prado derrotó a los rebeldes, cuyo comandante Saravia huyó apenas iniciada la batalla.
Los rebeldes tuvieron 134 muertos, incluyendo a sus líderes Federico Zurita y Benjamín Gonza, mientras que las tropas provinciales tuvieron 29 muertos y 44 heridos. Luego de la Batalla de Quera los cuatro departamentos de la puna fueron ocupados militarmente, las autoridades repuestas y los implicados juzgados y algunos ejecutados.
En julio de 1875 Álvarez Prado designaba a su suegro José Benito de la Bárcena como apoderado ante la Corte Suprema a los efectos de representar a la provincia en su acción judicial contra Fernando Campero.
Los seguidores de Sánchez de Bustamante denunciaron en Jujuy y en la prensa de la ciudad de Buenos Aires la connivencia del gobernador Álvarez Prado con el boliviano Eugenio Caballero, abogado de Fernando María Campero Barragán, también boliviano y principal terrateniente de la Puna. El acuerdo con Campero, por el que recompensaba el apoyo que el terrateniente había prestado en el derrocamiento del gobierno anterior, preveía que a cambio de una suma de dinero, el gobierno de la provincia reconocería la titularidad de las tierras ocupadas por Campero.
José Sánchez de Bustamante, sobrino del gobernador depuesto, publicó una larga colección de artículos en La Nación y en La Prensa denunciando lo sucedido y atacando los títulos de Campero cuestionando que la encomienda nunca había implicado la propiedad de la tierra, que Campero no había aportado ninguna prueba documental que sustentara sus derechos, que se había convertido en encomendero por matrimonio, que el traspaso de Cochinoca y Casabindo redundaba en beneficio para la provincia ya que los arriendos pasarían al fisco, que las fincas en disputa limitaban con Bolivia y eran reclamadas por un ciudadano boliviano que había tenido una actitud hostil a la provincia en la guerra contra la Confederación Peruano-Boliviana por lo que su incorporación consolidaría la «integridad territorial» de la provincia. Fernando Campero Barragán contestó a través de periódicos opositores de Jujuy y Buenos Aires, defendiéndose de las acusaciones. 
Ante el escándalo, en febrero de 1876 Álvarez Prado se vio obligado a iniciar el juicio que sería resuelto por la Corte a favor de la provincia a comienzos de 1877, declarando fiscales todas las propiedades del antiguo Marquesado de Yavi o de Tojo. Los argumentos jurídicos principales aducían que Fernando Campero sustentaba sus derechos en la antigua concesión real de encomienda, institución abolida por el régimen jurídico argentino desde la Asamblea del Año XIII. En ese momento comenzó la división de las propiedades que fueron a parar a manos de otros terratenientes, perjudicando a los indígenas, quienes habían iniciado el movimiento de reivindicación de sus antiguas propiedades.